# Rajd Argentyny 2002
Rezultaty Rajdu Argentyny (22º Rally Argentina), eliminacji Rajdowych Mistrzostw Świata w 2002 roku, który odbył się w dniach 17 – 19 maja. Była to szósta runda czempionatu w tamtym roku i druga szutrowa, a także czwarta w Production Cars WRC. Bazą rajdu było miasto Villa Carlos Paz. Zwycięzcami rajdu zostali Hiszpanie Carlos Sainz i Luís Moya w Fordzie Focusie WRC. Wyprzedzili oni norwesko-brytyjską załogę Pettera Solberga i Phila Millsa w Subaru Imprezie WRC oraz Brytyjczyków Colina McRae i Nicky’ego Grista w Fordzie Focusie WRC. Z kolei w Production Cars WRC zwyciężyła peruwiańsko-hiszpańska załoga Ramón Ferreyros i Diego Vallejo, jadący Mitsubishi Lancerem Evo 7. Pierwotnie 1. pozycję w rajdzie zajęli Finowie Marcus Grönholm i Timo Rautiainen w Peugeocie 206 WRC, jednak po rajdzie zostali zdyskwalifikowani za nieregulaminową pomoc mechaników poza parc fermé. Z kolei inna załoga Peugeota, Richard Burns i Robert Reid z Wielkiej Brytanii, była druga w rajdzie, jednak po imprezie została zdyskwalifikowana za zbyt lekkie koło zamachowe.
Rajdu nie ukończyło sześciu kierowców fabrycznych. Fin Harri Rovanperä w Peugeocie 206 WRC odpadł na 10. odcinku specjalnym z powodu awarii silnika. Kierowca Mitsubishi Lancera WRC François Delecour uległ wypadkowi na 7. oesie. Fin Tommi Mäkinen w Subaru Imprezie WRC miał wypadek na 22. oesie. Z kolei dwaj kierowcy Hyundaia Accenta WRC Niemiec Armin Schwarz i Belg Freddy Loix odpadli odpowiednio na 8. i 10. oesie. Pierwszy z nich zrezygnował z rajdu na skutek wysokiego ciśnienia oleju, a drugi awarii układu elektrycznego. Natomiast Francuz Gilles Panizzi w Peugeocie 206 WRC odpadł na 17. oesie na skutek awarii chłodnicy.

## Klasyfikacja ostateczna
| Miejsce                      | Zawodnik                  | Pilot                     | Samochód                  | Czas                      | Strata                    | Grupa                     | Punkty                    |
| WRC (pierwsza dziesiątka)    | WRC (pierwsza dziesiątka) | WRC (pierwsza dziesiątka) | WRC (pierwsza dziesiątka) | WRC (pierwsza dziesiątka) | WRC (pierwsza dziesiątka) | WRC (pierwsza dziesiątka) | WRC (pierwsza dziesiątka) |
| ---------------------------- | ------------------------- | ------------------------- | ------------------------- | ------------------------- | ------------------------- | ------------------------- | ------------------------- |
| 1.                           | Marcus Grönholm           | Timo Rautiainen           | Peugeot 206 WRC           | 4:05:49.7                 |                           | A8 M                      | 10                        |
| 2.                           | Richard Burns             | Robert Reid               | Peugeot 206 WRC           | 4:07:06.8                 |                           | A8 M                      | 6                         |
| 1.                           | Carlos Sainz              | Luís Moya                 | Ford Focus WRC            | 4:08:09.1                 |                           | A8 M                      | 10                        |
| 2.                           | Petter Solberg            | Phil Mills                | Subaru Impreza WRC        | 4:08:13.1                 | +4.0                      | A8 M                      | 6                         |
| 3.                           | Colin McRae               | Nicky Grist               | Ford Focus WRC            | 4:10:28.2                 | +2:19.1                   | A8 M                      | 4                         |
| 4.                           | Markko Märtin             | Michael Park              | Ford Focus WRC            | 4:11:01.5                 | +2:52.4                   | A8 M                      | 3                         |
| 5.                           | Toni Gardemeister         | Paavo Lukander            | Škoda Octavia WRC         | 4:13:27.9                 | +5:18.8                   | A8 M                      | 2                         |
| 6.                           | Kenneth Eriksson          | Tina Thörner              | Škoda Octavia WRC         | 4:14:25.7                 | +6:16.6                   | A8 M                      | 1                         |
| 7.                           | Juha Kankkunen            | Juha Repo                 | Hyundai Accent WRC        | 4:16:12.4                 | +8:03.3                   | A8 M                      |                           |
| 8.                           | Alister McRae             | David Senior              | Mitsubishi Lancer WRC     | 4:16:58.7                 | +8:49.6                   | A8 M                      |                           |
| 9.                           | Gabriel Pozzo             | Daniel Stillo             | Škoda Octavia WRC         | 4:22:08.0                 | +13:58.9                  | A8 M                      |                           |
| 10.                          | Ramón Ferreyros           | Diego Vallejo             | Mitsubishi Lancer Evo 7   | 4:32:27.6                 | +24:18.5                  | N4                        |                           |
| PCWRC (punktujący zawodnicy) |                           |                           |                           |                           |                           |                           |                           |
| 1. (10.)                     | Ramón Ferreyros           | Diego Vallejo             | Mitsubishi Lancer Evo 7   | 4:32:27.6                 |                           | N4                        | 10                        |
| 2. (11.)                     | Toshihiro Arai            | Tony Sircombe             | Subaru Impreza WRX STi    | 4:32:57.7                 | +30.1                     | N4                        | 6                         |
| 3. (12.)                     | Karamjit Singh            | Allen Oh                  | Proton Pert               | 4:33:42.7                 | +1:15.1                   | N4                        | 4                         |
| 4. (14.)                     | Gustavo Trelles           | Jorge del Buono           | Mitsubishi Lancer Evo 7   | 4:38:40.7                 | +6:13.1                   | N4                        | 3                         |
| 5. (15.)                     | Marcos Ligato             | Ruben Garcia              | Mitsubishi Lancer Evo 7   | 4:39:34.4                 | +7:06.8                   | N4                        | 2                         |
| 6. (19.)                     | Stefano Marrini           | Tiziana Sandroni          | Mitsubishi Lancer Evo 7   | 5:04:35.5                 | +32:07.9                  | N4                        | 1                         |

1. ↑  Litera M przy oznaczeniu grupy do której należy samochód oznacza, iż tylko ci kierowcy zdobywali punkty dla swoich zespołów liczonych w klasyfikacji producentów na koniec sezonu.

## Zwycięzcy odcinków specjalnych
| Dzień       | Odcinek | G. rozp. | Nazwa               | Długość  | Zwycięzca                     | Czas    | Lider rajdu     |
| ----------- | ------- | -------- | ------------------- | -------- | ----------------------------- | ------- | --------------- |
| 1 (17 maja) | SS1     | 08:33    | Capilla del Monte 1 | 23,02 km | odcinek anulowany             | –       | –               |
| 1 (17 maja) | SS2     | 09:04    | San Marcos Sierra 1 | 26,97 km | Marcus Grönholm               | 15:38.7 | Marcus Grönholm |
| 1 (17 maja) | SS3     | 10:54    | Cosquin 1           | 19,19 km | Marcus Grönholm               | 13:20.9 | Marcus Grönholm |
| 1 (17 maja) | SS4     | 12:07    | Pro-Racing – Lane A | 3,44 km  | Marcus Grönholm               | 2:10.5  | Marcus Grönholm |
| 1 (17 maja) | SS5     | 12:09    | Pro-Racing – Lane B | 3,44 km  | Tommi Mäkinen                 | 2:10.2  | Marcus Grönholm |
| 1 (17 maja) | SS6     | 13:52    | Tanti 1             | 16,07 km | Richard Burns                 | 8:27.3  | Marcus Grönholm |
| 1 (17 maja) | SS7     | 14:50    | La Falda 1          | 9,37 km  | Marcus Grönholm               | 6:36.7  | Marcus Grönholm |
| 1 (17 maja) | SS8     | 15:53    | La Cumbre 1         | 23,46 km | Marcus Grönholm               | 20:38.9 | Marcus Grönholm |
| 1 (17 maja) | SS9     | 16:45    | Ascochinga 1        | 28,83 km | Freddy Loix                   | 20:18.6 | Marcus Grönholm |
| 2 (18 maja) | SS10    | 08:33    | Capilla del Monte 2 | 23,02 km | Richard Burns                 | 17:10.0 | Marcus Grönholm |
| 2 (18 maja) | SS11    | 09:04    | San Marcos Sierra 2 | 26,97 km | Tommi Mäkinen                 | 15:13.3 | Marcus Grönholm |
| 2 (18 maja) | SS12    | 10:54    | Cosquin 2           | 19,19 km | Tommi Mäkinen                 | 13:16.7 | Marcus Grönholm |
| 2 (18 maja) | SS13    | 12:07    | Pro-Racing – Lane A | 3,44 km  | Richard Burns                 | 2:12.7  | Marcus Grönholm |
| 2 (18 maja) | SS14    | 12:09    | Pro-Racing – Lane B | 3,44 km  | Colin McRae                   | 2:12.2  | Marcus Grönholm |
| 2 (18 maja) | SS15    | 13:52    | Tanti 2             | 16,07 km | Tommi Mäkinen                 | 8:22.7  | Marcus Grönholm |
| 2 (18 maja) | SS16    | 14:50    | La Falda 2          | 9,37 km  | Colin McRae                   | 6:35.9  | Marcus Grönholm |
| 2 (18 maja) | SS17    | 15:53    | La Cumbre 2         | 23,46 km | Tommi Mäkinen                 | 19:49.4 | Tommi Mäkinen   |
| 2 (18 maja) | SS18    | 16:45    | Ascochinga 2        | 28,83 km | Richard Burns Marcus Grönholm | 18:39.2 | Tommi Mäkinen   |
| 3 (19 maja) | SS19    | 09:00    | El Condor           | 16,77 km | Marcus Grönholm               | 13:52.6 | Marcus Grönholm |
| 3 (19 maja) | SS20    | 10:13    | Giulio Cesare       | 22,82 km | Marcus Grönholm               | 18:35.0 | Marcus Grönholm |
| 3 (19 maja) | SS21    | 10:53    | Cura Brochero       | 13,63 km | Marcus Grönholm               | 6:43.1  | Marcus Grönholm |
| 3 (19 maja) | SS22    | 12:39    | El Mirador          | 20,65 km | Richard Burns                 | 11:30.8 | Carlos Sainz    |

## Klasyfikacja po 6 rundach
Tabele przedstawiają tylko pięć pierwszych miejsc.

### Kierowcy
| Lp. | Kierowca        | Pkt |
| --- | --------------- | --- |
| 1   | Marcus Grönholm | 31  |
| 2   | Gilles Panizzi  | 20  |
| 3   | Carlos Sainz    | 19  |
| 4   | Richard Burns   | 19  |
| 5   | Tommi Mäkinen   | 14  |

### Producenci
| Lp. | Producent                    | Pkt |
| --- | ---------------------------- | --- |
| 1   | Peugeot Total                | 68  |
| 2   | Ford Rallye Sport            | 41  |
| 3   | 555 Subaru WRT               | 33  |
| 4   | Marlboro Mitsubishi Ralliart | 6   |
| 5   | Škoda Motorsport             | 5   |